# Saint-Georges-du-Bois, Charente-Maritime

Saint-Georges-du-Bois este o comună în departamentul Charente-Maritime, Franța. În 1 ianuarie 2022 avea o populație de 1.869 de locuitori.